# Pericelis cata
Pericelis cata is een platworm (Platyhelminthes). De worm is tweeslachtig. De soort leeft in het zoute water.
Het geslacht Pericelis, waarin de platworm wordt geplaatst, wordt tot de familie Pericelidae gerekend. De wetenschappelijke naam van de soort werd voor het eerst geldig gepubliceerd in 1968 door Marcus & Marcus.